# 三瓶山征夫
三瓶山 征夫（さんべやま まさお、1938年6月8日 -  没年不明）は、島根県大田市出身で中村部屋、二所ノ関部屋に所属した元大相撲力士。本名は繁田 征夫。179cm、96kg。最高位は西十両4枚目。得意技は右四つ、押し。

## 経歴
建具屋の次男として生まれ、子供の頃は野球が最も好きだったが柔道や水泳も得意だった。それに加えて土地相撲にも加わっていたため、知人の紹介で二所ノ関部屋に入門した。1957年5月場所に初土俵。1963年1月場所に十両昇進。根は右四つだが、左四つでも相撲が取れた。1965年11月場所は勝ち越していたが左足首関節骨折により1途中休場、翌1966年1月場所も前場所の怪我の影響で初日から休場して幕下へ陥落。しばらくは幕下で低迷していたが、1966年11月場所に東幕下4枚目の地位で7戦全勝で幕下優勝を果たして翌場所に十両へ復帰した。十両は計24場所務めたが、入幕はならず、1968年5月場所限りで廃業した。

## 主な成績
- 通算成績：341勝307敗16休 勝率.526
- 十両成績：166勝178敗16休 勝率.483
- 現役在位：66場所
- 十両在位：24場所
- 各段優勝
  - 幕下優勝：1回（1966年11月場所）
  - 序ノ口優勝：1回（1957年9月場所）

### 場所別成績
| | 一月場所 初場所（東京） | 三月場所 春場所（大阪） | 五月場所 夏場所（東京） | 七月場所 名古屋場所（愛知） | 九月場所 秋場所（東京） | 十一月場所 九州場所（福岡） |
| --- | ----------------------- | ----------------------- | ----------------------- | --------------------------- | ----------------------- | --------------------------- |
| 1957年 （昭和32年） | x                       | x                       | （前相撲）              | x                           | 西序ノ口14枚目 優勝 7–1 | 東序二段78枚目 5–3          |
| 1958年 （昭和33年） | 西序二段55枚目 5–3      | 西序二段35枚目 5–3      | 東序二段11枚目 5–3      | 西三段目90枚目 6–2          | 東三段目65枚目 4–4      | 東三段目62枚目 4–4          |
| 1959年 （昭和34年） | 西三段目57枚目 3–5      | 西三段目61枚目 5–3      | 西三段目48枚目 4–4      | 東三段目45枚目 5–3          | 東三段目35枚目 5–3      | 西三段目16枚目 5–3          |
| 1960年 （昭和35年） | 東三段目3枚目 5–3       | 東幕下77枚目 4–4        | 東幕下76枚目 6–2        | 東幕下52枚目 6–1            | 西幕下32枚目 3–4        | 西幕下35枚目 2–5            |
| 1961年 （昭和36年） | 東幕下47枚目 2–5        | 東幕下60枚目 4–3        | 西幕下47枚目 4–3        | 東幕下40枚目 6–1            | 東幕下24枚目 3–4        | 西幕下29枚目 5–2            |
| 1962年 （昭和37年） | 西幕下19枚目 2–5        | 西幕下24枚目 4–3        | 東幕下21枚目 6–1        | 西幕下6枚目 4–3             | 東幕下3枚目 4–3         | 西幕下筆頭 4–3              |
| 1963年 （昭和38年） | 東十両18枚目 8–7        | 西十両16枚目 8–7        | 西十両12枚目 11–4       | 西十両4枚目 5–10            | 西十両10枚目 7–8        | 西十両11枚目 7–8            |
| 1964年 （昭和39年） | 西十両12枚目 7–8        | 東十両14枚目 7–8        | 西十両14枚目 8–7        | 東十両12枚目 8–7            | 東十両8枚目 5–10        | 西十両15枚目 8–7            |
| 1965年 （昭和40年） | 西十両14枚目 8–7        | 東十両10枚目 5–10       | 東十両17枚目 9–6        | 西十両10枚目 8–7            | 東十両8枚目 6–9         | 西十両11枚目 9–5–1          |
| 1966年 （昭和41年） | 東十両6枚目 休場 0–0–15 | 西幕下筆頭 3–4          | 西幕下3枚目 4–3         | 西幕下筆頭 2–5              | 西幕下7枚目 5–2         | 東幕下4枚目 優勝 7–0        |
| 1967年 （昭和42年） | 西十両14枚目 8–7        | 西十両10枚目 6–9        | 西幕下5枚目 6–1         | 西十両12枚目 9–6            | 東十両7枚目 6–9         | 西十両10枚目 3–12           |
| 1968年 （昭和43年） | 東幕下5枚目 3–4         | 西幕下8枚目 2–5         | 西幕下20枚目 引退 1–6–0 | x                           | x                       | x                           |
| 各欄の数字は、「勝ち-負け-休場」を示す。 優勝 引退 休場 十両 幕下 三賞：敢=敢闘賞、殊=殊勲賞、技=技能賞 その他：★=金星 番付階級：幕内 - 十両 - 幕下 - 三段目 - 序二段 - 序ノ口 幕内序列：横綱 - 大関 - 関脇 - 小結 - 前頭（「#数字」は各位内の序列） |                         |                         |                         |                             |                         |                             |

## 改名歴
- 石見冨士 征男（いしみふじ まさお）1957年5月場所 - 1962年11月場所
- 三瓶山 征夫（さんべやま まさお）1963年1月場所 - 1966年11月場所
- 三瓶山 征男（さんべやま まさお）1967年1月場所 - 1968年5月場所